# Агул (река)
Агу́л (в верховьях — Большой Агул, камас. А̄ғул) — река в Иркутской области и Красноярском крае России, правый приток реки Кан. Среднегодовой расход воды — 136 м³/с.
Длина — 347 км (62 км в границах Тофаларского природного заказника), площадь бассейна — 11 600 км². Берёт начало на северных склонах Агульских Белков в Восточном Саяне. В верхнем течении протекает через горное Агульское озеро. Течёт на север по узкой долине, далее — по предгорьям Восточного Саяна. Река Агул — сплавная.

## Гидрология
| Средний расход воды (м³/с) реки Агул по месяцам и за год с 1955 по 1999 гг. (замеры производились на гидрологическом посту в 10 км от устья) |

## Данные водного реестра
По данным государственного водного реестра России относится к Енисейскому бассейновому округу, водохозяйственный участок реки — Кан, речной подбассейн реки — Енисей между слиянием Большого и Малого Енисея и впадением Ангары. Речной бассейн реки — Енисей.
Код объекта в государственном водном реестре — 17010300412116100021924.

## Основные притоки
(расстояние от устья)
- 15 км: река Кунгус (лв, крупнейший)
- 64 км: река Большая Кеса (пр)
- 84 км: река Малая Кеса (пр)
- 96 км: река Улька (пр)
- 276 км: река Малый Агул (лв)